# 潜入探偵トカゲ
『潜入探偵トカゲ』（せんにゅうたんていトカゲ）は、2013年4月18日から6月20日までTBS『木曜ドラマ9』枠（21:00 - 21:54、JST）で放送された日本のテレビドラマ。
主演は松田翔太。キャッチコピーは「潜入探偵はあなたの隣にも潜んでいる―。」

## キャスト

### ヤナギ探偵事務所
織部 透 〈29〉
演 - 松田翔太（少年期：山崎竜太郎）
潜入探偵。通称：トカゲ。元警視庁刑事部捜査第一課刑事。巡査部長。東京都出身。愛用のバイクはホンダ・VFR1200F。映像記憶能力と身体能力に長けている。しかし、その記憶能力の高さから、小学生時代にはクラスメートから気持ち悪いと言われ避けられていた。2年前のある事件で先輩刑事の茂手木を助けることができず、その責任を取る形で依願退職する。
望月 香里 〈24〉
演 - 蓮佛美沙子
トカゲの助手。2年間銀行に勤めていたが、3ヶ月前に失踪した恋人の陽介を探すために探偵に転職。推理小説マニア。嗅覚が鋭い反面、車の運転は未熟。柳田にトカゲの調査経過を随時報告するため、トカゲの調査先に潜入する。
茂手木 蒼太〈7〉
演 - 君野夢真
茂手木の息子。父親の死後、施設に預けられていたが、トカゲを慕いヤナギ探偵事務所にやって来る。ソイレンジャーのファン。
柳田 雅彦〈65〉
演 - 伊東四朗
所長。元捜査一課刑事で道男の元同僚。16年前に道男が一人で犯人を追うのを止めることができず、死なせてしまったことを悔やんでいた。トカゲに父親が死亡した理由を話すことができず、長年に渡って謝りたいと思い続けてきたが、既に事情を知っていたトカゲからは「柳田さんの中にずっと親父がいてくれるならそれで十分だ」と告げられる。
看護師2名
演 - 夏月
ヤナギ探偵事務所にいるナース。

### 警視庁刑事部捜査第一課
寺島 秀司〈35〉
演 - 松岡昌宏
警部補。2年前のある事件で、トカゲが茂手木を見捨てたことを憎んでいる。小田桐晃を殺害した容疑で指名手配される。
槙原 洋子〈31〉
演 - ミムラ
巡査部長。茂手木の元恋人。寺島と同様の理由でトカゲを恨み、潜入探偵を必要としない捜査を立証するため動く寺島に協力する。
宮間 隼人〈25〉
演 - 君嶋麻耶
刑事。
山根 憲二〈43〉
演 - 吹越満
班長。警部。中間管理職という立場上ストレスで胃に負担をかけ、常に胃腸薬を所持している。加藤という偽名を使い、作家としてホテルアクシアの2004号室に長期滞在していた。
岸森 幹雄〈48〉
演 - 遠藤憲一
刑事部部長。警視監。刑事部の検挙率を上げるためにヤナギ探偵事務所に捜査権限を与える。

### その他
槙原 聖人〈19〉
演 - 山本涼介
洋子の弟。Cafe MAKIHARA店長。店が寺島たちの捜査会議に使用されることがある。
織部 道男
演 - 光石研
トカゲの父親。元警察官で幼い頃からトカゲを訓練していた。16年前、逃走中に女児を人質にした犯人（演：奥野瑛太）に撃たれ殉職する。
篠崎 肇
演 - 田中哲司（第4 - 5・7 - 最終話）
裏カジノ支配人。警視庁公安部と太いパイプを持ち、寺島が囲っている情報屋。2年前の現金輸送強奪事件に関わる「クモ」と呼ばれている人物。
茂手木 圭太
演 - 豊原功補（特別出演 / 第6 - 最終話）
トカゲの元相棒。蒼太の父親。2年前のある事件で、トカゲとともに木箱に閉じ込められた状態で海中に沈められ、命を落とす。
小田桐 晃
演 - 小倉馨（第8話）
元内閣総理大臣。2年前に失踪し行方不明だったが、表向きには存在していないホテルアクシアの2013号室で射殺される。

### ゲスト
☆はトカゲが潜入捜査で成り済ました人物。
複数話登場の場合は括弧（）内に表記。

#### 第1話
村井 俊夫〈50〉
演 - 竹中直人
東京都児童福祉課長。
伊坂 光市〈42〉
演 - 鈴木一真
児童養護施設東京絆園理事長。
片山 満〈45〉
演 - デビット伊東
NPO法人自立支援福祉会代表。
柏原 潤造〈43〉
演 - 升毅
厚生労働大臣。腎臓病を患う娘・春菜（演：白本彩奈）のドナーを探している。
徳永 武志
演 - 榊英雄
末端の暴力団構成員。みのりを拉致する実行犯。
斉藤 実里（さいとう みのり）〈10〉
演 - 田口乙葉
閉園した札幌桜園の児童。家族が欲しかったため、みさとと入れ替わって里親の元に行く。
斉藤 実里（さいとう みさと）〈10〉
演 - 庭野結芽葉
札幌桜園の児童。園の友達と離れたくないと思い、みのりと入れ替わった。
中野 恵麻
演 - 内田愛
札幌桜園の児童。 みさとの友達。
竹田 篤 〈40〉 - 三上哲 / 竹田 文子 〈37〉 - 上村愛香
仙台からみさとを引き取りにきた里親。
池谷 大樹（いけたに ひろき）〈32〉☆
演 - 須田邦裕
柏原の第4秘書。

#### 第2話
雨宮 麻紀〈45〉
演 - 西田尚美
栄翔学園中学高等学校校医。
三雲 龍介〈50〉
演 - 岩松了
栄翔学園中学校校長。丸川・二宮・一之瀬の恩師。四条のいじめが始まった原因を隠すため、いじめを容認している。
二宮 健吾〈25〉
演 - 笠原秀幸
栄翔学園中学校理科教師。丸川・一之瀬の同級生で栄翔学園の卒業生。
四条 悠人〈14〉
演 - 西山潤
栄翔学園中学校生徒。
志田 花音〈14〉
演 - 吉田里琴
四条の同級生で彼を一方的にいじめる。
一之瀬 克也〈25〉
演 - 小西雄
科学教育社教材販売員。丸川・二宮の同級生で栄翔学園の卒業生。公園で撲殺された遺体で発見される。
丸川 由紀夫〈享年14〉
演 - 小田川颯衣
1989年5月23日生まれ。栄翔学園中学校3年A組生徒。園芸部部長。10年前、校舎の屋上からの転落事故で死亡。亡くなった翌年から校内の花壇に赤いチューリップが咲き始め、現在は都市伝説として話題に上っている。
土井 正樹〈29〉☆
著名な大学教授の推薦で栄翔学園中学校の英語教師として新しく赴任する予定の人物。

#### 第3話
永田 美月〈20〉
演 - 大政絢
モデル事務所・オアシス所属のモデル。ジュエリーブランド「α」のイメージモデルに起用され、モデルとして認知されるようになってきたが、深刻なストーカー被害に悩まされている。
鮎川 波瑠〈23〉
演 - 垣内彩未
美月と同じ事務所所属の先輩モデル。
鈴木 玲奈〈40〉
演 - 伊藤かずえ
美月の担当マネージャー。
奈良 慶輔
演 - 国広富之
警視総監。美月の父親。
鷲尾 実〈21〉
演 - 渡辺卓
美月のストーカー。過去に不法侵入の前歴がある。
竹山 完吾〈58〉
演 - 増山浩一
資産家。自宅マンションで刺殺遺体として発見される。
栗原類☆
演 - 本人
「東京ランウェイ」出演モデル。トカゲが犯人によって会場に仕掛けられた罠を探すため、控え室で栗原を眠らせ、彼に成り済ましてランウェイを歩く。
SATORU SHIMAZAKI☆
ロンドンを拠点に世界的に活躍するファッションスタイリスト。名前は世間に広く知れ渡っているが、顔を見たものはほとんどいない。

#### 第4話
浜崎 進次郎
演 - 北村有起哉
駒場病院心臓外科医。通称：ミスターパーフェクト。トカゲと同じく天才的な記憶力を持ち、自分の決めたスケジュール通りに行動し、決まった時間に病院内の自室に籠る。患者・大川信介の冠動脈バイパス術の執刀を境に自分で作った料理しか口にしなくなった。
沢村（佐藤） 陽介
演 - 郭智博
元駒場病院心臓外科医。浜崎オペチームの第2助手。美沙の夫で婿養子。香里の元恋人。1年前に美沙の元から姿を消した後、香里と出会い新たな人生をやり直そうと交際するが、3か月前に美沙の重病を知り、香里の前から姿を消す。
沢村 美沙
演 - 市川由衣
駒場病院の入院患者。陽介の妻。重篤な心臓疾患を患う。陽介とは学生結婚。
田辺 忠雄
演 - 上杉祥三
駒場病院院長。
倉木 尚美
演 - 佐藤智美
駒場病院心臓外科医。浜崎の第1助手を長く務めてきたが、3か月前に川野と同じ死因で亡くなる。
川野 誠司
演 - 梶浦政善
医療ジャーナリスト。ある医師の医療ミスの隠蔽を告発する記事を書いていた。静脈に塩化カリウムを投与したことで心臓麻痺を起こし、車内で死亡する。
榊 英人〈29〉☆
浜崎と同じ長野県出身。駒場病院に研修医として赴任する予定だったが、交通事故に遭う。

#### 第5話
須藤 善樹
演 - 市川猿之助
ホストクラブ・トップスターズ支配人。元刑事で寺島の同僚だった。
曽根 聖矢
演 - 徳山秀典
トップスターズのNo.1ホスト。源氏名：セイヤ。16歳の時に人を殺めた過去がある。
島倉 梨奈〈18〉
演 - 岡本杏理
セイヤに嵌っている客で詐欺グループの掛け子。桜女学院に通う高校生。
松木 知世〈27〉
演 - 小出ミカ
以前は六本木のクラブでホステスとして働いていた。詐欺の受け子として柴田から金を受け取ったが、詐欺グループを抜けようとして殺害される。
柴田 徳次郎〈78〉
演 - 品川徹
振り込め詐欺の被害者。息子は桜女学院に勤める教師。
中村 健吾☆
新人ホストとしてトップスターズの面接を受ける予定だった。源氏名：ケンゴ。

#### 第6話
清水 沙耶
演 - 奥菜恵
鈴音の母親。セレブ志向の受験ママグループ。夫の経営する会社が傾き、娘の慶陽大学付属小学校の入学金や授業料が支払えなくなる状況を避けるため、夜間清掃のパートをしている。
大原 雅美
演 - 小島聖
大地の母親。セレブ志向の受験ママグループ。「大地君ママブログ〜Daichi's mama Blog〜」が人気のカリスマ主婦で、自分で調理した料理は必ず試食してから提供する。夫の父親は慶陽大学付属小学校の理事長。
佐々木 志穂
演 - 西慶子
和哉の母親。セレブ志向の受験ママグループ。息子は小学校受験を控え、慶陽大学付属小学校に太いパイプを持つ雅美には逆らえない立場にいる。
川野 真美
演 - 田実陽子
竜一の母親。セレブ志向の受験ママグループ。
本田 涼子
演 - 関根洋子
梨沙の母親。セレブ志向の受験ママグループ。
工藤 綾香
演 - 木下智恵
結衣の母親。セレブ志向の受験ママグループ。自宅で毒入りコーヒーを飲まされ、雅美たちママ友グループ5人が遺体を発見する。
清水 鈴音 - 渡辺杏実 / 大原 大地 - 高家駿次 / 佐々木 和哉 - 秋間将汰 / 川野 竜一 - 大西利空 / 本田 梨沙 - 大庭愛未 / 工藤 結衣 - ほの花
私立向日葵幼稚園に通うセレブ志向の受験ママグループの子供たち。
竹村
演 - 菊池均也
私立向日葵幼稚園園長。雅美とは不倫関係にある。
花村 義雄〈28〉☆
成琳大学幼児教育学部卒業。産前産後休業を取っている教師の代わりに向日葵幼稚園に赴任する予定だった臨時幼稚園教員。

#### 第7話
益子 桔平〈60〉
演 - 六平直政
益子ボクシングジム会長。ジムは多額の負債を抱え、経営難に陥っていた。
窪塚 統一郎〈28〉
演 - 石田卓也
WBS世界フェザー級王者。網膜剥離を患い右目の視覚を奪われる。
斉藤 和馬〈23〉
演 - 太賀
窪塚の後輩ボクサーでスパーリングパートナー。
小森 明児〈40〉
演 - 島津健太郎
窪塚の専属トレーナー。ビルの屋上から転落死する。
窪塚 瑞恵 - 長井梨紗 / 窪塚 健太郎 - 岩田遥
統一郎の妻と息子。
永嶋
演 - 谷口翔太
斉藤が荒れくれていた時代の仲間。
松本亮
演 - 本人
窪塚の対戦相手。WBS世界フェザー級1位。
マック田中☆
演 - 鈴木雄二
益子会長がアメリカから呼び寄せた臨時トレーナー。

#### 第8話
関口 潤三
演 - 大和田獏
ホテルアクシア支配人。VIP客の外部に流失してはいけない情報を盗んでいた。
村上 琴乃
演 - 梅沢昌代
ホテルアクシア清掃係。2004号室のVIP客から部屋には立ち入らないようにと要望を受けていた。
堀井 光治〈40〉
演 - 畠中正文
清和トレーディング株式トレーダー。頭部を鈍器で殴られた痕跡があり、地中に埋められた状態で遺体として発見される。殺害される前はホテルアクシアの2005号室に滞在していた。
城山 聡
演 - 阿部亮平
サッカー日本代表選手。亜樹奈と密会するために機密性の高いホテルアクシアのVIPルーム2005号室を利用する。
亜樹奈
演 - 長谷部瞳
モデル。城山の彼女。
大谷 豊☆
パリのホテルアルベージュから、ホテルアクシアのロビーマネージャーに着任予定だった。

#### 第9話
岸森 真知子
演 - 舟木幸
岸森 愛梨
演 - 青山美郷（最終話）
岸森の妻と娘。愛梨は黒澤に誘拐される。
黒澤
演 - 鈴之助（最終話）
岸森やトカゲをマークし接触する男。篠崎とのつながりがある。
大倉 照雄
演 - 浜田晃
メトロポリタン警備保障社長。
三田村 功
メトロポリタン警備保障専務。小田桐元総理を殺害した同型の拳銃で射殺される。

## スタッフ
- 脚本 - 橋本裕志
- 音楽 - 木村秀彬
- 演出 - 石井康晴、坪井敏雄、大澤祐樹、池田克彦
- 主題歌 - SPYAIR 「虹」（ソニー・ミュージックアソシエイテッドレコーズ）
- 演出補 - 池田克彦、青山貴洋、大内舞子、岡部哲也、川口結、堀川純
- 音楽コーディネート - 溝口大悟、久世烈
- 選曲 - 御園雅也
- タイトルバック - 稲生諭
- VFXスーパーバイザー - 中村淳、梶哲也
- CGデザイナー - 梶哲也、木村健二、井田久美子、加賀美正和、青山寛和、関根和佳子、丸野未奈
- テクニカルプロデュース - 淺野太郎
- アクション指導 - 下村勇二、川本耕史
- ハッキング指導 - 草場英仁、斎藤博樹（三井物産セキュアディレクション）、NPO日本ネットワークセキュリティ協会
- 警察・刑事監修 - チーム五社、倉科孝靖
- 探偵指導 - 総合探偵社MR[10]
- 医療監修 - 関谷武司（第一会 若葉クリニック院長）
- 医事指導 - 内ヶ崎西作
- 看護・医療指導 - 堀エリカ
- 科学捜査監修 - 山崎昭（法科学鑑定研究所）
- 各話協力スタッフ
  - 特別協力 - 東京ランウェイ（第3話）
  - 撮影協力 - 八王子中屋ボクシングジム、後楽園ホール（第7話）
  - ボクシング指導 - 井上孝志（第7話）
- プロデュース - 佐野亜裕美
- プロデュース補 - 小松貴生、川口舞
- 製作著作 - TBS

## エピソードリスト
| 話数 | エピソードタイトル                                        | 初回放送日 | 演出     | 視聴率 |
| --- | --------------------------------------------------------- | ---------- | -------- | ------ |
| 第1話 | 豪華客船殺人事件〜子供が入れ替わった!? 密室トリックを暴け | 4月18日    | 石井康晴 | 09.9%  |
| 織部透、通称・トカゲは、元警視庁捜査一課の刑事で、現在は柳田が所長を務めるヤナギ探偵事務所で調査員として働いている。ある日、警視庁刑事部部長の岸森から捜査一課の検挙率の低下に歯止めをかけるため、民間の捜査官に潜入捜査させる依頼が入り、柳田は新しく入った調査員の香里をトカゲの相棒に任命する。その頃、警視庁に匿名の通報で子供の臓器が売買される情報が寄せられ、捜査一課の寺島が捜査を始めようとしたが、現場には探偵が派遣されることを岸森から告げられ、引き止められる。一方、トカゲは厚生労働大臣・柏原の娘と適合するドナーの臓器売買の取引現場に潜入するため、柏原の第4秘書に成り済まし、児童養護施設・東京絆園の親善ツアーが行われる大型フェリーに乗り込む。そして東京都児童福祉課長の村井、東京絆園理事長の伊坂、NPO法人自立支援福祉会代表の片山と接触し、東京絆園の経営が厳しいことを知る。そんな中、ドナーとされる札幌桜園の児童・実里が船内で姿を消す。 |                                                           |            |          |        |
| 第2話 | 名門中学に潜入!! 死体の謎と呪いのメッセージ               | 4月25日    | 石井康晴 | 10.4%  |
| 教材販売員の一之瀬が撲殺され、公園で遺体が発見される。一之瀬には、教材を売る為に母校の栄翔学園に裏金を渡した疑いがあった。贈収賄と殺人の全容を解明すべく、新任の英語教師に成り済まして栄翔学園に潜入したトカゲは、校長の三雲と理科教師の二宮に贈賄の疑いを持つ一方、生徒の間で広がっていた「呪いのチューリップ」の噂に興味を持つ。 |                                                           |            |          |        |
| 第3話 | 豪華ショーに潜入!! ストーカー殺人犯を追え!!               | 5月02日    | 坪井敏雄 | 09.8%  |
| 岸森から一週間後に「東京ランウェイ」に出演するモデル・美月のボディガードの依頼が入る。スタイリストに成り済ましたトカゲは、マネージャーの玲奈から気に入られ、ストーカー被害に悩まされている美月との距離を徐々に縮めていく。その頃、資産家の竹山が殺害された事件の聞き込み中だった洋子と遭遇した香里は、トカゲが潜入しているモデル事務所と竹山が関係していることと、美月が竹山を殺した容疑者として浮上していることを知る。 |                                                           |            |          |        |
| 第4話 | 連続医療ミス殺人〜天才外科医の秘密                        | 5月09日    | 坪井敏雄 | 10.0%  |
| 医療ジャーナリストの川野が遺体で発見され、足元に注射器が落ちていたことから、自殺に見せかけて殺害されたと寺島は疑い、ある医師の医療ミス隠蔽を告発した川野の記事から、駒場病院の心臓外科医・浜崎に目をつける。一方、トカゲは駒場病院の研修医に成り済まして潜入するが、決定的な証拠をなかなか掴めずにいた。浜崎の執刀を控えている美沙の夫・陽介は駒場病院の外科医だったが、1年前に失踪していた。さらに、ふとしたキッカケから香里が探していた恋人が陽介であることが判明する。 |                                                           |            |          |        |
| 第5話 | 消えた10億〜新人ホスト対振り込め詐欺集団!!                | 5月16日    | 石井康晴 | 10.2%  |
| |                                                           |            |          |        |
| 第6話 | お受験幼稚園に潜入!! セレブママの秘密                     | 5月23日    | 大澤祐樹 | 10.8%  |
| |                                                           |            |          |        |
| 第7話 | ボクシングジムに潜入!! 命をかけた親子の約束               | 5月30日    | 池田克彦 | 08.7%  |
| |                                                           |            |          |        |
| 第8話 | 豪華ホテルに潜入!! 消えた死体と密室の謎                   | 6月06日    | 坪井敏雄 | 07.3%  |
| |                                                           |            |          |        |
| 第9話 | 最後の潜入〜黒幕の正体と事件の真相を暴け!!                | 6月13日    | 坪井敏雄 | 10.1%  |
| |                                                           |            |          |        |
| 最終話 | 真犯人はお前だ!! 隠された絆と衝撃の真相                   | 6月20日    | 石井康晴 | 11.4%  |
| |                                                           |            |          |        |
| |                                                           |            |          |        |
| 平均視聴率 9.9%（視聴率は関東地区・ビデオリサーチ社調べ） |                                                           |            |          |        |